# Copa Europea de la FIBA 2018-19
La Copa Europea de la FIBA 2018-19 fue la cuarta temporada de la Copa Europea de la FIBA una competición europea de baloncesto profesional para clubes que fue instaurada por FIBA. La competición comenzó el 20 de septiembre de 2018, con las rondas de clasificación, y finalizó el 1 de mayo de 2019.

## Distribución de equipos
Un total de 60 equipos participarán en esta edición de la Liga Europea de la FIBA.

### Equipos
Las etiquetas entre paréntesis indican como se ha clasificado cada equipo para la ronda a la que comienza. 
- 1º, 2º, 3º, 4º, 5º, etc.: Posición final de la liga, incluidos los eventuales Playoffs
- CL: Transferido de la Liga de Campeones
  - FG: Quinto y sexto lugar de la fase de grupos
  - QR: Perdedores de la fase de clasificación

| Play-offs                     | Play-offs                     | Play-offs                      | Play-offs                    |
| ----------------------------- | ----------------------------- | ------------------------------ | ---------------------------- |
| Telekom Baskets Bonn (CL FG)  | JDA Dijon (CL FG)             | Hapoel Unet Holon (CL FG)      | Ventspils (CL FG)            |
| Filou Oostende (CL FG)        | SIG Strasbourg (CL FG)        | Sidigas Scandone (CL FG)       | Lietkabelis (CL FG)          |
| Fase de grupos                |                               |                                |                              |
| s.Oliver Wurzburgo (5º)       | Polski Cukier Toruń (CL QR3)  | Donar (CL QR2)                 | Šiauliai (CL QR1)            |
| Belfius Mons-Hainaut (9º)     | JIP Pardubice (CL QR3)        | Tsmoki-Minsk (CL QR1)          | Porto (CL QR1)               |
| Falco Vulcano (2º)            | Sakarya Büyükşehir (CL QR3)   | Petrolina AEK Larnaca (CL QR1) | Oradea (CL QR1)              |
| Openjobmetis Varese (6º)      | Lukoil Levski (CL QR2)        | Dinamo Tbilisi (CL QR1)        | Avtodor Saratov (CL QR1)     |
| Steaua CSM EximBank (2º)      | Bakken Bears (CL QR2)         | Leicester Riders (CL QR1)      | Norrköping Dolphins (CL QR1) |
| Pınar Karşıyaka (10º)         | Movistar Estudiantes (CL QR2) | Szolnoki Olaj (CL QR1)         |                              |
| Proximus Spirou (CL QR3)      | Aris (CL QR2)                 | Hapoel SP Tel Aviv (CL QR1)    |                              |
| Karhu (CL QR3)                | Red October Cantù (CL QR2)    | Z-Mobile Prishtina (CL QR1)    |                              |
| Segunda fase de clasificación |                               |                                |                              |
| Balkan (2º)                   | New Heroes Den Bosch (5º)     | Alba Fehérvár (3º)             | U-BT Cluj-Napoca (3º)        |
| Rilski Sportist (3º)          | ece Bulls Kapfenberg (1º)     | Dinamo Basket Sassari (10º)    | Luleå (2º)                   |
| ZZ Leiden (2º)                | Keravnos (2º)                 | Benfica (3º)                   |                              |
| Primera fase de clasificación |                               |                                |                              |
| Cherkaski Mavpy (1º)          | Kataja (6º)                   | Kongsberg Miners (1º)          | İstanbul BB (11º)            |
| Dnipro (2º)                   | Lavrio Megabolt (6º)          | Rosa Radom (5º)                |                              |
| Dekstone Tuři Svitavy (4º)    | Ironi Nes Ziona (8º)          | Södertälje Kings (3º)          |                              |

## Calendario de partidos y sorteos
El calendario de la competición es el siguiente (Todos los sorteos se efectuarán en la sede de la FIBA en Múnich, Alemania, a menos que se diga lo contrario):
| Fase                   | Ronda                       | Día del sorteo      | Primera vuelta              | Segunda vuelta           |
| ---------------------- | --------------------------- | ------------------- | --------------------------- | ------------------------ |
| Rondas clasificatorias | Primera fase clasificatoria | 3 de agosto de 2018 | 20-21 de septiembre de 2018 | 26 de septiembre de 2018 |
| Rondas clasificatorias | Segunda fase clasificatoria | 3 de agosto de 2018 | 3 de octubre de 2018        | 10 de octubre de 2018    |
| Fase de grupos         | Jornada 1                   | 3 de agosto de 2018 | 17 de octubre de 2018       | 17 de octubre de 2018    |
| Fase de grupos         | Jornada 2                   | 3 de agosto de 2018 | 24 de octubre de 2018       | 24 de octubre de 2018    |
| Fase de grupos         | Jornada 3                   | 3 de agosto de 2018 | 31 de octubre de 2018       | 31 de octubre de 2018    |
| Fase de grupos         | Jornada 4                   | 3 de agosto de 2018 | 7 de noviembre de 2018      | 7 de noviembre de 2018   |
| Fase de grupos         | Jornada 5                   | 3 de agosto de 2018 | 14 de noviembre de 2018     | 14 de noviembre de 2018  |
| Fase de grupos         | Jornada 6                   | 3 de agosto de 2018 | 21 de noviembre de 2018     | 21 de noviembre de 2018  |
| Segunda fase           | Jornada 1                   | 3 de agosto de 2018 | 12 de diciembre de 2018     | 12 de diciembre de 2018  |
| Segunda fase           | Jornada 2                   | 3 de agosto de 2018 | 19 de diciembre de 2019     | 19 de diciembre de 2019  |
| Segunda fase           | Jornada 3                   | 3 de agosto de 2018 | 9 de enero de 2019          | 9 de enero de 2019       |
| Segunda fase           | Jornada 4                   | 3 de agosto de 2018 | 23 de enero de 2019         | 23 de enero de 2019      |
| Segunda fase           | Jornada 5                   | 3 de agosto de 2018 | 30 de enero de 2019         | 30 de enero de 2019      |
| Segunda fase           | Jornada 6                   | 3 de agosto de 2018 | 6 de febrero de 2019        | 6 de febrero de 2019     |
| Playoffs               | Octavos de final            |                     | 6 de marzo de 2019          | 13 de marzo de 2019      |
| Playoffs               | Cuartos de final            | 20 de marzo de 2019 | 27 de marzo de 2019         |                          |
| Playoffs               | Semifinales                 | 10 de abril de 2019 | 17 de abril de 2019         |                          |
| Playoffs               | Final                       | 24 de abril de 2019 | 1 de mayo de 2019           |                          |

## Fases previas
El sorteo para las fase previas fue el 31 de julio de 2018 en Múnich, Alemania.
En las fases clasificatorias, los equipos son divididos en cabezas y no cabezas de serie, con base en los coeficientes de club, luego son sorteadas las eliminatorias de ida y vuelta. Los equipos del mismo país no puedes ser emparejados entre sí.

### Primera fase de clasificación
Un total de 10 equipos juegan la primera fase. La ida se jugó el 20 y 21 de septiembre y la vuelta el 26 de septiembre de 2018.
| Equipo 1         | Agr.    | Equipo 2             | Ida   | Vuelta |
| ---------------- | ------- | -------------------- | ----- | ------ |
| Dnipro           | 149–140 | Lavrio Megabolt      | 73–82 | 76–58  |
| Cherkaski Mavpy  | 184–153 | Kongsberg Miners     | 83–63 | 101–90 |
| Södertälje Kings | 143–172 | Ironi Nes Ziona      | 67–72 | 76–100 |
| Rosa Radom       | 134–161 | Kataja               | 65–86 | 69–75  |
| İstanbul BB      | 197–152 | Dekston Tuři Svitavy | 99–74 | 98–78  |

### Segunda fase de clasificación
Un total de 16 equipos participan en la segunda fase de clasificación: 11 equipos que entran en esta ronda, y los 5 ganadores de la primera fase de clasificación. Los partidos de ida se jugarán entre el 3 de octubre y la vuelta entre el 10 de octubre de 2018. 
| Equipo 1         | Agr.    | Equipo 2              | Ida    | Vuelta |
| ---------------- | ------- | --------------------- | ------ | ------ |
| Keravnos         | 128–136 | Cherkaski Mavpy       | 64–75  | 64–61  |
| Alba Fehérvár    | 168–161 | Dnipro                | 78–94  | 90–67  |
| ZZ Leiden        | 147–119 | ECE Bulls Kapfenberg  | 79–62  | 68–57  |
| Rilski Sportist  | 163–167 | Kataja                | 84–106 | 79–61  |
| Balkan           | 152–144 | New Heroes Den Bosch  | 86–76  | 66–68  |
| U-BT Cluj Napoca | 167–179 | Ironi Nes Ziona       | 78–91  | 89–88  |
| Luleå            | 128–160 | İstanbul BB           | 50–87  | 78–73  |
| Benfica          | 158–211 | Dinamo Basket Sassari | 66–100 | 92–111 |

## Fase de grupos

### Grupo A
| Pos. | Equipo                 | PJ | G | P | PF  | PC  | DP  | Pts | Clasificación             |       | WÜR   | LEI   | SAK   | ORA   |
| ---- | ---------------------- | -- | - | - | --- | --- | --- | --- | ------------------------- | ----- | ----- | ----- | ----- | ----- |
| 1    | s.Oliver Wurzburgo (A) | 6  | 4 | 2 | 464 | 436 | +28 | 10  | Avanzan a la segunda fase |       | —     | 87–61 | 69–79 | 91–82 |
| 2    | ZZ Leiden (A)          | 6  | 4 | 2 | 460 | 463 | −3  | 10  | Avanzan a la segunda fase |       | 65–75 | —     | 99–97 | 90–76 |
| 3    | Sakarya Büyükşehir (E) | 6  | 3 | 3 | 480 | 451 | +29 | 9   |                           |       | 80–60 | 56–69 | —     | 84–68 |
| 4    | Oradea (E)             | 6  | 1 | 5 | 453 | 507 | −54 | 7   |                           | 69–82 | 72–76 | 86–84 | —     |       |

 Fuente: Copa Europea de la FIBA

### Grupo B
| Pos. | Equipo                    | PJ | G | P | PF  | PC  | DP  | Pts | Clasificación             |       | BAL   | LAR   | MIN   | MON   |
| ---- | ------------------------- | -- | - | - | --- | --- | --- | --- | ------------------------- | ----- | ----- | ----- | ----- | ----- |
| 1    | Balkan (A)                | 6  | 4 | 2 | 480 | 452 | +28 | 10  | Avanzan a la segunda fase |       | —     | 77–78 | 95–81 | 78–66 |
| 2    | Petrolina AEK Larnaca (A) | 6  | 4 | 2 | 449 | 460 | −11 | 10  | Avanzan a la segunda fase |       | 68–79 | —     | 82–77 | 63–62 |
| 3    | Tsmoki-Minsk (E)          | 6  | 3 | 3 | 497 | 493 | +4  | 9   |                           |       | 84–73 | 87–75 | —     | 89–82 |
| 4    | Belfius Mons-Hainaut (E)  | 6  | 1 | 5 | 449 | 470 | −21 | 7   |                           | 75–78 | 78–83 | 86–79 | —     |       |

 Fuente: Copa Europea de la FIBA

### Grupo C
| Pos. | Equipo              | PJ | G | P | PF  | PC  | DP   | Pts | Clasificación             |       | DON   | KAR   | SPI   | IST   |
| ---- | ------------------- | -- | - | - | --- | --- | ---- | --- | ------------------------- | ----- | ----- | ----- | ----- | ----- |
| 1    | Donar (A)           | 6  | 5 | 1 | 473 | 440 | +33  | 11  | Avanzan a la segunda fase |       | —     | 89–83 | 76–73 | 90–81 |
| 2    | Pınar Karşıyaka (A) | 6  | 4 | 2 | 490 | 437 | +53  | 10  | Avanzan a la segunda fase |       | 64–69 | —     | 90–72 | 86–75 |
| 3    | Proximus Spirou (E) | 6  | 3 | 3 | 486 | 423 | +63  | 9   |                           |       | 92–64 | 77–86 | —     | 92–45 |
| 4    | İstanbul BB (E)     | 6  | 0 | 6 | 365 | 514 | −149 | 6   |                           | 47–85 | 55–81 | 62–80 | —     |       |

 Fuente: Copa Europea de la FIBA

### Grupo D
| Pos. | Equipo                   | PJ | G | P | PF  | PC  | DP   | Pts | Clasificación             |        | SAR    | IRO    | BOS   | PAR    |
| ---- | ------------------------ | -- | - | - | --- | --- | ---- | --- | ------------------------- | ------ | ------ | ------ | ----- | ------ |
| 1    | Avtodor Saratov (A)      | 6  | 5 | 1 | 578 | 521 | +57  | 11  | Avanzan a la segunda fase |        | —      | 75–64  | 89–79 | 129–91 |
| 2    | Ironi Nes Ziona (A)      | 6  | 4 | 2 | 561 | 509 | +52  | 10  | Avanzan a la segunda fase |        | 104–86 | —      | 91–85 | 111–77 |
| 3    | New Heroes Den Bosch (E) | 6  | 3 | 3 | 518 | 486 | +32  | 9   |                           |        | 93–97  | 102–87 | —     | 91–58  |
| 4    | JIP Pardubice (E)        | 6  | 0 | 6 | 464 | 605 | −141 | 6   |                           | 90–102 | 84–104 | 64–68  | —     |        |

 Fuente: Copa Europea de la FIBA

### Grupo E
| Pos. | Equipo                  | PJ | G | P | PF  | PC  | DP   | Pts | Clasificación             |       | BAK    | PRI    | CHE    | STE    |
| ---- | ----------------------- | -- | - | - | --- | --- | ---- | --- | ------------------------- | ----- | ------ | ------ | ------ | ------ |
| 1    | Bakken Bears (A)        | 6  | 6 | 0 | 633 | 454 | +179 | 12  | Avanzan a la segunda fase |       | —      | 108–84 | 121–89 | 100–64 |
| 2    | Z-Mobile Prishtina (A)  | 6  | 4 | 2 | 506 | 513 | −7   | 10  | Avanzan a la segunda fase |       | 77–100 | —      | 92–82  | 74–69  |
| 3    | Cherkaski Mavpy (E)     | 6  | 1 | 5 | 481 | 562 | −81  | 7   |                           |       | 77–106 | 73–92  | —      | 90–64  |
| 4    | Steaua CSM EximBank (E) | 6  | 1 | 5 | 428 | 519 | −91  | 7   |                           | 63–98 | 81–87  | 87–70  | —      |        |

 Fuente: Copa Europea de la FIBA

### Grupo F
| Pos. | Equipo                  | PJ | G | P | PF  | PC  | DP  | Pts | Clasificación             |       | VAR   | ALB    | RIL   | POR   |
| ---- | ----------------------- | -- | - | - | --- | --- | --- | --- | ------------------------- | ----- | ----- | ------ | ----- | ----- |
| 1    | Openjobmetis Varese (A) | 6  | 5 | 1 | 522 | 432 | +90 | 11  | Avanzan a la segunda fase |       | —     | 91–66  | 86–59 | 84–75 |
| 2    | Alba Fehérvár (A)       | 6  | 5 | 1 | 507 | 493 | +14 | 11  | Avanzan a la segunda fase |       | 85–77 | —      | 84–80 | 72–70 |
| 3    | Rilski Sportist (E)     | 6  | 1 | 5 | 470 | 536 | −66 | 7   |                           |       | 76–95 | 83–104 | —     | 81–88 |
| 4    | Porto (E)               | 6  | 1 | 5 | 475 | 513 | −38 | 7   |                           | 71–89 | 92–96 | 79–91  | —     |       |

 Fuente: Copa Europea de la FIBA

### Grupo G
| Pos. | Equipo            | PJ | G | P | PF  | PC  | DP  | Pts | Clasificación             |       | LEV    | KAT   | ARI   | DNI   |
| ---- | ----------------- | -- | - | - | --- | --- | --- | --- | ------------------------- | ----- | ------ | ----- | ----- | ----- |
| 1    | Levski Lukoil (A) | 6  | 5 | 1 | 520 | 465 | +55 | 11  | Avanzan a la segunda fase |       | —      | 94–86 | 83–65 | 83–65 |
| 2    | Kataja (A)        | 6  | 3 | 3 | 497 | 510 | −13 | 9   | Avanzan a la segunda fase |       | 95–102 | —     | 88–86 | 84–77 |
| 3    | Aris (E)          | 6  | 3 | 3 | 444 | 432 | +12 | 9   |                           |       | 81–76  | 70–79 | —     | 86–61 |
| 4    | Dnipro (E)        | 6  | 1 | 5 | 407 | 461 | −54 | 7   |                           | 72–88 | 81–65  | 51–55 | —     |       |

 Fuente: Copa Europea de la FIBA

### Grupo H
| Pos. | Equipo                    | PJ | G | P | PF  | PC  | DP   | Pts | Clasificación             |       | SZO   | SAS   | FAL    | LEI   |
| ---- | ------------------------- | -- | - | - | --- | --- | ---- | --- | ------------------------- | ----- | ----- | ----- | ------ | ----- |
| 1    | Szolnoki Olaj (A)         | 6  | 5 | 1 | 509 | 474 | +35  | 11  | Avanzan a la segunda fase |       | —     | 87–74 | 79–76  | 82–79 |
| 2    | Dinamo Basket Sassari (A) | 6  | 5 | 1 | 446 | 172 | +274 | 11  | Avanzan a la segunda fase |       | 98–94 | —     | 104–69 | 95–60 |
| 3    | Falco Vulcano (E)         | 6  | 2 | 4 | 447 | 526 | −79  | 8   |                           |       | 66–83 | 60–92 | —      | 80–65 |
| 4    | Leicester Riders (E)      | 6  | 0 | 6 | 553 | 448 | +105 | 6   |                           | 81–84 | 78–90 | 84–95 | —      |       |

 Fuente: Copa Europea de la FIBA

## Segunda Fase

### Grupo I
| Pos. | Equipo                 | PJ | G | P | PF  | PC  | DP   | Pts | Clasificación              |  | WÜR   | KAR    | PRI    | SZO    |
| ---- | ---------------------- | -- | - | - | --- | --- | ---- | --- | -------------------------- |  | ----- | ------ | ------ | ------ |
| 1    | s.Oliver Wurzburgo (A) | 6  | 6 | 0 | 596 | 487 | +109 | 12  | Avanzan a octavos de final |  | —     | 104–91 | 95–77  | 118–71 |
| 2    | Pınar Karşıyaka (A)    | 6  | 3 | 3 | 539 | 532 | +7   | 9   | Avanzan a octavos de final |  | 87–96 | —      | 107–85 | 102–95 |
| 3    | Z-Mobile Prishtina (A) | 6  | 2 | 4 | 479 | 536 | −57  | 8   | Avanzan a octavos de final |  | 78–91 | 82–78  | —      | 81–76  |
| 4    | Szolnoki Olaj (E)      | 6  | 1 | 5 | 484 | 543 | −59  | 7   |                            |  | 83–92 | 70–74  | 89–76  | —      |

 Fuente: Copa Europea de la FIBA

### Grupo J
| Pos. | Equipo              | PJ | G | P | PF  | PC  | DP  | Pts | Clasificación              |  | IRO    | BAL    | ALB   | LEV    |
| ---- | ------------------- | -- | - | - | --- | --- | --- | --- | -------------------------- |  | ------ | ------ | ----- | ------ |
| 1    | Ironi Nes Ziona (A) | 6  | 4 | 2 | 563 | 533 | +30 | 10  | Avanzan a octavos de final |  | —      | 100–73 | 70–93 | 109–96 |
| 2    | Balkan (A)          | 6  | 3 | 3 | 496 | 499 | −3  | 9   | Avanzan a octavos de final |  | 102–90 | —      | 88–82 | 81–57  |
| 3    | Alba Fehérvár (A)   | 6  | 3 | 3 | 489 | 458 | +31 | 9   | Avanzan a octavos de final |  | 80–96  | 65–64  | —     | 89–56  |
| 4    | Levski Lukoil (E)   | 6  | 2 | 4 | 487 | 545 | −58 | 8   |                            |  | 89–98  | 105–88 | 84–80 | —      |

 Fuente: Copa Europea de la FIBA

### Grupo K
| Pos. | Equipo                    | PJ | G | P | PF  | PC  | DP  | Pts | Clasificación              |  | SAS   | VAR   | DON   | LAR    |
| ---- | ------------------------- | -- | - | - | --- | --- | --- | --- | -------------------------- |  | ----- | ----- | ----- | ------ |
| 1    | Dinamo Basket Sassari (A) | 6  | 5 | 1 | 536 | 481 | +55 | 11  | Avanzan a octavos de final |  | —     | 87–90 | 97–74 | 93–81  |
| 2    | Openjobmetis Varese (A)   | 6  | 4 | 2 | 492 | 446 | +46 | 10  | Avanzan a octavos de final |  | 69–79 | —     | 77–80 | 109–74 |
| 3    | Donar (A)                 | 6  | 2 | 4 | 447 | 467 | −20 | 8   | Avanzan a octavos de final |  | 78–84 | 67–73 | —     | 70–80  |
| 4    | Petrolina AEK Larnaca (E) | 6  | 1 | 5 | 439 | 520 | −81 | 7   |                            |  | 89–96 | 59–74 | 56–78 | —      |

 Fuente: Copa Europea de la FIBA

### Grupo L
| Pos. | Equipo              | PJ | G | P | PF  | PC  | DP  | Pts | Clasificación              |  | SAR     | BAK    | LEI    | KAT    |
| ---- | ------------------- | -- | - | - | --- | --- | --- | --- | -------------------------- |  | ------- | ------ | ------ | ------ |
| 1    | Avtodor Saratov (A) | 6  | 5 | 1 | 576 | 482 | +94 | 11  | Avanzan a octavos de final |  | —       | 71–60  | 105–81 | 98–57  |
| 2    | Bakken Bears (A)    | 6  | 3 | 3 | 586 | 503 | +83 | 9   | Avanzan a octavos de final |  | 124–125 | —      | 111–71 | 102–58 |
| 3    | ZZ Leiden (A)       | 6  | 2 | 4 | 480 | 562 | −82 | 8   | Avanzan a octavos de final |  | 72–97   | 89–85  | —      | 87–72  |
| 4    | Kataja (E)          | 6  | 2 | 4 | 456 | 551 | −95 | 8   |                            |  | 88–80   | 89–104 | 92–80  | —      |

 Fuente: Copa Europea de la FIBA

## Playoffs
En los Playoffs, los equipos se enfrentan entre sí en un conjunto de eliminatorias de ida y vuelta. En el sorteo, los ganadores de grupo son considerados cabezas de serie y los segundos son no cabezas de serie. Los cabezas de serie se enfrentaran a los equipos no cabezas de serie, jugándose la vuelta en el campo de equipo cabeza de serie. Los equipos del mismo grupo o del mismo país no pueden ser agrupados en una misma eliminatoria.
|  | Octavos de final | Octavos de final     | Octavos de final | Octavos de final    |    |    | Cuartos de final | Cuartos de final | Cuartos de final | Cuartos de final |  |   | Semifinales         | Semifinales | Semifinales | Semifinales |  |   | Final              | Final | Final | Final |  |
|  |                  |                      |                  |                     |    |    |                  |                  |                  |                  |  |   |                     |             |             |             |  |   |                    |       |       |       |  |
|  |                  |                      |                  |                     |    |    |                  |                  |                  |                  |  |   |                     |             |             |             |  |   |                    |       |       |       |  |
|  |                  | Donar                | 66               | 80                  |    |    |                  |                  |                  |                  |  |   |                     |             |             |             |  |   |                    |       |       |       |  |
|  |                  |                      |                  |                     |    |    |                  |                  |                  |                  |  |   |                     |             |             |             |  |   |                    |       |       |       |  |
|  | L                | Filou Oostende       | 66               | 88                  |    |    |                  |                  |                  |                  |  |   |                     |             |             |             |  |   |                    |       |       |       |  |
|  | L                | Filou Oostende       | 66               | 88                  |    |    | Filou Oostende   | 70               | 57               |                  |  |   |                     |             |             |             |  |   |                    |       |       |       |  |
|  |                  |                      |                  |                     |    |    |                  |                  |                  |                  |  |   |                     |             |             |             |  |   |                    |       |       |       |  |
|  |                  |                      | L                | Openjobmetis Varese | 73 | 72 |                  |                  |                  |                  |  |   |                     |             |             |             |  |   |                    |       |       |       |  |
|  |                  | Z-Mobile Prishtina   | L                | Openjobmetis Varese | 73 | 72 | 77               | 84               |                  |                  |  |   |                     |             |             |             |  |   |                    |       |       |       |  |
|  |                  |                      |                  |                     |    |    | 77               | 84               |                  |                  |  |   |                     |             |             |             |  |   |                    |       |       |       |  |
|  | L                | Openjobmetis Varese  | 80               | 100                 |    |    |                  |                  |                  |                  |  |   |                     |             |             |             |  |   |                    |       |       |       |  |
|  | L                | Openjobmetis Varese  | 80               | 100                 |    |    |                  |                  |                  |                  |  |   | Openjobmetis Varese | 66          | 86          |             |  |   |                    |       |       |       |  |
|  |                  |                      |                  |                     |    |    |                  |                  |                  |                  |  |   | Openjobmetis Varese | 66          | 86          |             |  |   |                    |       |       |       |  |
|  |                  |                      | L                | s.Oliver Würzburg   | 89 | 89 |                  |                  |                  |                  |  |   |                     |             |             |             |  |   |                    |       |       |       |  |
|  |                  | Bakken Bears         | L                | s.Oliver Würzburg   | 89 | 89 | 91               | 81               |                  |                  |  |   |                     |             |             |             |  |   |                    |       |       |       |  |
|  |                  |                      |                  |                     |    |    | 91               | 81               |                  |                  |  |   |                     |             |             |             |  |   |                    |       |       |       |  |
|  | L                | Ironi Nes Ziona      | 74               | 76                  |    |    |                  |                  |                  |                  |  |   |                     |             |             |             |  |   |                    |       |       |       |  |
|  | L                | Ironi Nes Ziona      | 74               | 76                  |    |    | Bakken Bears     | 76               | 70               |                  |  |   |                     |             |             |             |  |   |                    |       |       |       |  |
|  |                  |                      |                  |                     |    |    |                  |                  |                  |                  |  |   |                     |             |             |             |  |   |                    |       |       |       |  |
|  |                  |                      | L                | s.Oliver Würzburg   | 75 | 86 |                  |                  |                  |                  |  |   |                     |             |             |             |  |   |                    |       |       |       |  |
|  |                  | Avtodor Saratov      | L                | s.Oliver Würzburg   | 75 | 86 | 76               | 90               |                  |                  |  |   |                     |             |             |             |  |   |                    |       |       |       |  |
|  |                  |                      |                  |                     |    |    | 76               | 90               |                  |                  |  |   |                     |             |             |             |  |   |                    |       |       |       |  |
|  | L                | s.Oliver Würzburg    | 79               | 94                  |    |    |                  |                  |                  |                  |  |   |                     |             |             |             |  |   |                    |       |       |       |  |
|  | L                | s.Oliver Würzburg    | 79               | 94                  |    |    |                  |                  |                  |                  |  |   |                     |             |             |             |  | L | s.Oliver Wurzburgo | 84    | 79    |       |  |
|  |                  |                      |                  |                     |    |    |                  |                  |                  |                  |  |   |                     |             |             |             |  | L | s.Oliver Wurzburgo | 84    | 79    |       |  |
|  |                  |                      |                  | Dinamo Sassari      | 89 | 81 |                  |                  |                  |                  |  |   |                     |             |             |             |  |   |                    |       |       |       |  |
|  |                  | Ventspils            | 78               | Dinamo Sassari      | 89 | 81 | 65               |                  |                  |                  |  |   |                     |             |             |             |  |   |                    |       |       |       |  |
|  |                  |                      |                  |                     |    |    | 65               |                  |                  |                  |  |   |                     |             |             |             |  |   |                    |       |       |       |  |
|  | L                | Pınar Karşıyaka      | 76               | 70                  |    |    |                  |                  |                  |                  |  |   |                     |             |             |             |  |   |                    |       |       |       |  |
|  | L                | Pınar Karşıyaka      | 76               | 70                  |    |    | Pınar Karşıyaka  | 68               | 83               |                  |  |   |                     |             |             |             |  |   |                    |       |       |       |  |
|  |                  |                      |                  |                     |    |    |                  |                  |                  |                  |  |   |                     |             |             |             |  |   |                    |       |       |       |  |
|  |                  |                      | L                | Dinamo Sassari      | 87 | 83 |                  |                  |                  |                  |  |   |                     |             |             |             |  |   |                    |       |       |       |  |
|  |                  | ZZ Leiden            | L                | Dinamo Sassari      | 87 | 83 | 93               | 68               |                  |                  |  |   |                     |             |             |             |  |   |                    |       |       |       |  |
|  |                  |                      |                  |                     |    |    | 93               | 68               |                  |                  |  |   |                     |             |             |             |  |   |                    |       |       |       |  |
|  | L                | Dinamo Sassari       | 97               | 94                  |    |    |                  |                  |                  |                  |  |   |                     |             |             |             |  |   |                    |       |       |       |  |
|  | L                | Dinamo Sassari       | 97               | 94                  |    |    |                  |                  |                  |                  |  | L | Dinamo Sassari      | 94          | 105         |             |  |   |                    |       |       |       |  |
|  |                  |                      |                  |                     |    |    |                  |                  |                  |                  |  | L | Dinamo Sassari      | 94          | 105         |             |  |   |                    |       |       |       |  |
|  |                  |                      |                  | Hapoel Unet Holon   | 89 | 75 |                  |                  |                  |                  |  |   |                     |             |             |             |  |   |                    |       |       |       |  |
|  |                  | Telekom Baskets Bonn | 85               | Hapoel Unet Holon   | 89 | 75 | 69               |                  |                  |                  |  |   |                     |             |             |             |  |   |                    |       |       |       |  |
|  |                  |                      |                  |                     |    |    | 69               |                  |                  |                  |  |   |                     |             |             |             |  |   |                    |       |       |       |  |
|  | L                | Alba Fehérvár        | 84               | 81                  |    |    |                  |                  |                  |                  |  |   |                     |             |             |             |  |   |                    |       |       |       |  |
|  | L                | Alba Fehérvár        | 84               | 81                  |    | L  | Alba Fehérvár    | 63               | 101              |                  |  |   |                     |             |             |             |  |   |                    |       |       |       |  |
|  |                  |                      |                  |                     |    | L  | Alba Fehérvár    | 63               | 101              |                  |  |   |                     |             |             |             |  |   |                    |       |       |       |  |
|  |                  |                      |                  | Hapoel Unet Holon   | 96 | 74 |                  |                  |                  |                  |  |   |                     |             |             |             |  |   |                    |       |       |       |  |
|  |                  | Hapoel Unet Holon    | 85               | Hapoel Unet Holon   | 96 | 74 | 82               |                  |                  |                  |  |   |                     |             |             |             |  |   |                    |       |       |       |  |
|  |                  |                      |                  |                     |    |    | 82               |                  |                  |                  |  |   |                     |             |             |             |  |   |                    |       |       |       |  |
|  | L                | Balkan               | 81               | 83                  |    |    |                  |                  |                  |                  |  |   |                     |             |             |             |  |   |                    |       |       |       |  |
|  | L                | Balkan               | 81               | 83                  |    |    |                  |                  |                  |                  |  |   |                     |             |             |             |  |   |                    |       |       |       |  |
|  |                  |                      |                  |                     |    |    |                  |                  |                  |                  |  |   |                     |             |             |             |  |   |                    |       |       |       |  |

### Octavos de final
Los partidos de ida se jugaron el 5 y 6 de marzo y los partidos de vuelta el 12 y 13 de marzo de 2019.
| Equipo 1            | Agr.    | Equipo 2             | Ida   | Vuelta |
| ------------------- | ------- | -------------------- | ----- | ------ |
| Filou Oostende      | 154–146 | Donar                | 66–66 | 88–80  |
| Pınar Karşıyaka     | 146–143 | Ventspils            | 76–78 | 70–65  |
| Alba Fehérvár       | 165–154 | Telekom Baskets Bonn | 84–85 | 81–69  |
| Ironi Nes Ziona     | 150–172 | Bakken Bears         | 74–91 | 76–81  |
| s.Oliver Würzburg   | 173–166 | Avtodor Saratov      | 79–76 | 94–90  |
| Balkan              | 164–167 | Hapoel Unet Holon    | 81–85 | 83–82  |
| Dinamo Sassari      | 191–161 | ZZ Leiden            | 97–93 | 94–68  |
| Openjobmetis Varese | 180–161 | Z-Mobile Prishtina   | 80–77 | 100–84 |

### Cuartos de final
Los partidos de ida se jugaron el 20 de marzo y los partidos de vuelta el 26 y 27 de marzo de 2019.
| Equipo 1            | Agr.    | Equipo 2          | Ida   | Vuelta |
| ------------------- | ------- | ----------------- | ----- | ------ |
| Openjobmetis Varese | 145–127 | Filou Oostende    | 73–70 | 72–57  |
| Dinamo Sassari      | 170–151 | Pınar Karşıyaka   | 87–68 | 83–83  |
| Alba Fehérvár       | 164–170 | Hapoel Unet Holon | 63–96 | 101–74 |
| s.Oliver Würzburg   | 161–146 | Bakken Bears      | 75–76 | 86–70  |

### Semifinales
Los partidos de ida se jugaron el 10 de abril y los partidos de vuelta el 17 de abril de 2019.
| Equipo 1          | Agr.    | Equipo 2            | Ida   | Vuelta |
| ----------------- | ------- | ------------------- | ----- | ------ |
| s.Oliver Würzburg | 178–152 | Openjobmetis Varese | 89–66 | 89–86  |
| Dinamo Sassari    | 199–164 | Hapoel Unet Holon   | 94–89 | 105–75 |

### Final
El partido de ida se jugó el 24 de abril y el partido de vuelta el 1 de mayo de 2019.
| Equipo 1           | Agr.    | Equipo 2       | Ida   | Vuelta |
| ------------------ | ------- | -------------- | ----- | ------ |
| s.Oliver Wurzburgo | 163–170 | Dinamo Sassari | 84–89 | 79–81  |